# (3118) Claytonsmith
(3118) Claytonsmith es un asteroide perteneciente al cinturón de asteroides, descubierto el 19 de julio de 1974 por el equipo del Observatorio Félix Aguilar desde el Complejo Astronómico El Leoncito, San Juan, Argentina.

## Designación y nombre
Designado provisionalmente como 1974 OD. Fue nombrado Claytonsmith en honor al astrónomo estadounidense Clayton Albert Smith.